# San Nicola Manfredi
San Nicola Manfredi é uma comuna italiana da região da Campania, província de Benevento, com cerca de 3.169 habitantes. Estende-se por uma área de 18 km², tendo uma densidade populacional de 176 hab/km². Faz fronteira com Benevento, Ceppaloni, Chianche (AV), Montefusco (AV), Paduli, Petruro Irpino (AV), San Giorgio del Sannio, San Martino Sannita, Sant'Angelo a Cupolo, Torrioni (AV).

## Demografia
| Variação demográfica do município entre 1861 e 2011                               |
|                                                                                   |
| Fonte: Istituto Nazionale di Statistica (ISTAT) - Elaboração gráfica da Wikipedia |